# Anisopteromalus apiovorus
Anisopteromalus apiovorus ist ein Hautflügler in der Familie Pteromalidae. Die Art wurde 1988 von dem französischen Entomologen Jean-Yves Rasplus beschrieben. Typlokalität ist die „Savane de Lamto“ (6° 13′ N, 5° 2′ W) in der Elfenbeinküste. Das Art-Epitheton apiovorus bedeutet „Apione fressend“.

## Merkmale
Im Folgenden eine verkürzte Beschreibung basierend auf der Veröffentlichung von Rasplus (1988). Die Weibchen werden 2,1–2,8 mm lang, die Männchen 2–2,2 mm. Die Fühler der Weibchen weisen 3 Ringglieder (Anelli) auf, die der Männchen 2. Im Folgenden eine verkürzte Beschreibung anhand der Veröffentlichung von Rasplus (1988). Kopf, Thorax und Coxae sind grünlich metallisch. Der braune Gaster ist besonders im hinteren Teil grün-blau metallisch glänzend. Der Scapus ist gelbbraun, Pedicellus und Geißel sind dunkelbraun. Die vorderen und mittleren Femora sind braun. Die hinteren Femora sind braun mit metallisch grün-blau glänzenden Stellen mit Ausnahme eines weißlichen distalen Viertels. Die vorderen und mittleren Tibien sind gelbbraun, die hinteren weiß. Die vorderen Tarsen sind gelbbraun, die mittleren und hinteren weiß. Die Tegulae sind bräunlich. Die Flügel sind hyalin, die Flügeladerung braun. Die weiblichen Funikularglieder sind 1,2–1,5 mal länger als die von Anisopteromalus calandrae.
Die Männchen unterscheiden sich von den Weibchen in folgenden Merkmalen: Die Färbung ist grün metallisch
mit einem leichten Kupferglanz auf dem Pronotum und im Gesicht. Das erste Funikularglied ist ein wenig kürzer als das zweite und weist ein halbes Dutzend Sensillen auf. Die Marginalader ist 1,6–1,7 mal länger als die Stigmalader. Der dunkelbraune Hinterleib besitzt eine gelbliche vordere Hälfte. Er ist rechtecksförmig und abgeflacht, wesentlich kürzer als die Gesamtlänge von Kopf und Thorax.

## Verbreitung
Die Art ist in der Afrotropis verbreitet mit Funden in der Elfenbeinküste und in der Demokratischen Republik Kongo. Ende 2012 wurde die Art erstmals in Korea nachgewiesen, wohin sie vermutlich verschleppt wurde.

## Lebensweise
Anisopteromalus apiovorus ist ein Ektoparasitoid der späten Nymphenstadien von Arten der Gattung Piezotrachelus (Unterfamilie Apioninae), die sich in der Hülsenfrüchtlergattung Vigna entwickeln. Als eine weitere Wirtsart wurde der Tabakkäfer aus der Familie der Nagekäfer nachgewiesen.